# Asahi Linux
Asahi Linux — проєкт, що має на меті портування операційної системи Linux на комп'ютери Apple, побудовані на ARM-платформі Apple silicon.
Проєкт розпочато розробником Héctor Martín Cantero.
Альфа-версія інсталятора Asahi Linux вийшла 18 березня 2022 року. Інсталятор пропонує на вибір мінімалістичний варіант ОС з графічним середовищем на базі Arch Linux ARM, або базове середовище UEFI, що підходить для подальшого інсталювання OpenBSD або альтернативного дистрибутиву Linux з підтримкою Apple Silicon.
19 грудня 2023 року офіційно анонсовано Fedora Asahi Remix, дистрибутив для процесорів Apple Silicon на базі Fedora Linux.